# Womb
Womb es una película de ciencia ficción y drama de 2010 escrita y dirigida por Benedek Fliegauf y protagonizada por Eva Green y Matt Smith.

## Sinopsis
La película comienza con una mujer embarazada (Eva Green) diciéndole a su hijo nonato que su padre ha partido para siempre, pero que juntos comenzarán una nueva vida. Se cuenta una historia de amor entre dos niños, Rebecca y Tommy, que se juran amor eterno. Cuando Rebecca se marcha repentinamente a Japón con su madre, los dos se separan. Doce años después, Rebecca regresa como una mujer joven para descubrir que Tommy (Matt Smith) no sólo la recuerda, sino que todavía se preocupa profundamente por ella. Los dos comienzan una nueva relación. Con el paso del tiempo, ambas historias empiezan a entrelazarse.

## Reparto
- Eva Green es Rebecca.
- Matt Smith es Thomas "Tommy".
- Lesley Manville es Judith.
- Peter Wight es Ralph.
- István Lénárt es Henry.
- Hannah Murray es Monica.
- Natalia Tena es Rose.
- Ingo Hasselbach es Walter.
- Ella Smith es Molly.
- Gina Stiebitz es Dima.
- Wunmi Mosaku es Erica.